# Yann Ebongé
Yann Ebongé, né le 14 novembre 1991 à Paris, est un acteur franco-congolais.

## Filmographie
- 2018 :  Nox(TV), de Fred Cavayé, Quoc Dang Tran et Jérôme Fansten : Kay
- 2015 : The Last Panthers, de Johan Renk : Young Khalil
- 2013 : Arrêtez-moi, de Jean-Paul Lilienfeld : Joliveau
- 2012 : Toussaint Louverture (TV), L'Envol de l'aigle et Le Combat des aigles, de Philippe Niang : Moyse
- 2012 : Et ils gravirent la montagne, de Jean-Sébastien Chauvin, rôle principal (court-métrage, 34 min)
- 2010 : Rebecca H. (Return to the Dogs), de Lodge Kerrigan ; sélection Cannes 2010 « Un certain regard »
- 2010 : Le Troisième Jour de Bernard Stora : Léo (TV)
- 2009 : Clandestin d'Arnaud Bedouët : Salif (TV)
- 2009 : RIS police scientifique Saison 5, épisode Mise à l'épreuve, d’Éric Le Roux : Ibrahim Sekou (TV)
- 2008 : La Journée de la jupe, de Jean-Paul Lilienfeld : Mouss